# Coby Linder
Jacob "Coby" Linder, né le 27 juin 1985 à Santa Monica en Californie, est le batteur du groupe Say Anything. Il est avec Max Bemis le seul membre fondateur du groupe toujours présent. Il a également toujours écrit les parties de batterie dans les chansons du groupe.